# Мухин, Николай Семёнович
Никола́й Семёнович Му́хин (25 ноября 1890, Олыкъял, Царевококшайский уезд, Казанская губерния, Российская империя — 11 ноября 1937, Йошкар-Ола, Марийская АССР), РСФСР, СССР — марийский поэт, драматург, переводчик, педагог, член Союза писателей СССР с 1934 года. Считается одним из основоположников национальной марийской поэзии. Участник Первой мировой войны.

## Биография
Родился в семье сельского учителя. По окончании в 1907 году Уньжинской школы пошёл по стопам отца — работал учителем в школе.
Участник Первой мировой войны.
После возвращения из армии снова работал учителем в марийских школах. В 1933 году с отличием окончил Марийский учительский институт. Преподаватель марийского языка и литературы, завуч Моркинского педагогического училища. Автор учебников по марийскому языку для школ, переводчик книг для внеклассного чтения по географии, естествознанию, обществоведению. Участник семинара-совещания авторов национальных учебников в Москве (1931).

## Литературное творчество
Писать начал с 1906 года, первые стихотворения были опубликованы в газете «Ӱжара». В 1919 году отдельной книгой в Казани издал поэму «Илышын ойртышыжо» («Признаки жизни»). Автор сборников стихов «Почеламут» («Стихи»), «Эрык саска» («Плоды свободы»).
Известен и как драматург, автор более 10 пьес: «Ушан дурак» («Умный дурак»), «Кок тул коклаште» («Меж двух огней»), «Ивук» и другие.
Активный и плодотворный переводчик, переводил на родной язык стихи В. Жуковского, А. Пушкина, Ф. Тютчева, К. Рылеева, Н. Некрасова, А. Майкова, И. Никитина, А. Кольцова, И. Сурикова и др., песни «Смело, товарищи, в ногу», «Молодая гвардия», пьесы Л. Толстого, К. Тренёва, А. Островского, рассказы В. Гаршина, Д. Мамина-Сибиряка, романы «Мать» М. Горького, «Чапаев» Д. Фурманова. В свою очередь, его произведения издавались на русском и венгерском языках.
Член Союза писателей СССР с 1934 года.
В марте 1937 года арестован по ложному обвинению в участии в деятельности контрреволюционной троцкистской, националистической, диверсионно-террористической организации, действовавшей на территории Марийской АССР, связанной с финским консульством в Ленинграде и с финской миссией в Москве, репрессирован, расстрелян 11 ноября того же года. Реабилитирован в 1956 году.

## Память
- В честь поэта названа улица в его родной деревне Олыкъял ныне Моркинского района Марий Эл[4].
- С 1990 года в честь 100-летия со дня рождения поэта на его родине действует Дом-музей Н. С. Мухина. Перед Домом-музеем — памятник-бюст[5].
- В 1960 году на месте бывшего дома поэта в д. Олыкъял был установлен памятный камень с надписью «Н. С. Мухин»[5].
- В Йошкар-Оле на здании педагогического института, где в 1931—1933 годах учился писатель, установлена мемориальная доска[6].
- В 2015 году в рамках Года литературы в Моркинском РЦКиД Республики Марий Эл состоялась Республиканская научно-практическая конференция «Творческое наследие Н. С. Мухина в историко-культурном и образовательном процессе» к 125-летию со дня рождения поэта[7].

## Основные произведения
Основные произведения Н. Мухина на марийском языке и в переводе на русский язык:

### На марийском языке
- Илышын ойртышыжо: поэма [Признаки жизни]. Казань, 1919. 24 с.
- Аракан осаллыкше: комедий [От неё все качества]. Казань, 1919. 32 с.
- Унгышо деч уш лектеш: драма [В тисках старого быта]. М., 1926. 28 с.
- Почеламут [Стихи]. Йошкар-Ола, 1928. 96 с.
- Эрык саска: ойырен налме почеламут-влак [Плоды свободы: избранные стихи]. М., 1936. 148 с.; Йошкар-Ола, 1962. 88 с.
- Ойырен налме произведений-влак [Избранные произведения]. Йошкар-Ола. 1-ше т.: Ойырен налме почеламут ден поэма-влак. 1965. 204 с.; 2-шо т.: Пьеса-влак, проза, публицистика. 1968. 204 с.
- Ойпого: ойырен налме произведений-влак [Избранное]. Йошкар-Ола, 1990. 272 с.
- Пӱртӱс сем: тӱнгалтыш тунемше-влак [Мелодия природы]. Йошкар-Ола, 1993. 44 с.

### В переводе на русский язык
- Песнь жаворонка; Пахарь; Горе и радость; Раненый солдат: стихи / пер. С. Сомовой // Марийская поэзия. М., 1960. С. 88—94.
- Песнь жаворонка; Пахарь; Горе и радость; Раненый солдат: / пер. С. Сомовой // Соловьиный родник. Йошкар-Ола, 1970. С. 25—28.